# Saint-Maurice-l'Exil
Pour les articles homonymes, voir Saint-Maurice.
Saint-Maurice-l'Exil est une commune française située dans le département de l'Isère en région Auvergne-Rhône-Alpes. Les habitants sont les Samauritains

## Géographie

### Situation et description
Saint-Maurice-l'Exil est située dans l'unité urbaine de Vienne. La commune est cependant rattachée à la communauté de communes Entre Bièvre et Rhône, située entre Lyon et Valence.

### Communes limitrophes
La commune du Saint-Maurice-l'Exil est limitrophe de six autres communes dont deux dans le département de la Loire.
Les communes limitrophes sont Clonas-sur-Varèze, Le Péage-de-Roussillon, Roussillon, Saint-Alban-du-Rhône, Chavanay et Saint-Pierre-de-Bœuf.

### Climat
Pour des articles plus généraux, voir Climat d'Auvergne-Rhône-Alpes et Climat de l'Isère.
En 2010, le climat de la commune est de type climat océanique altéré, selon une étude du Centre national de la recherche scientifique s'appuyant sur une série de données couvrant la période 1971-2000. En 2020, Météo-France publie une typologie des climats de la France métropolitaine dans laquelle la commune est dans une zone de transition entre le climat semi-continental et le climat de montagne et est dans une zone de transition entre les régions climatiques « Moyenne vallée du Rhône » et « Nord-est du Massif Central ». 
Pour la période 1971-2000, la température annuelle moyenne est de 12,4 °C, avec une amplitude thermique annuelle de 18 °C. Le cumul annuel moyen de précipitations est de 762 mm, avec 8 jours de précipitations en janvier et 5,7 jours en juillet. Pour la période 1991-2020, la température moyenne annuelle observée sur la station météorologique de Météo-France la plus proche, « Reventin », sur la commune de Reventin-Vaugris à 9 km à vol d'oiseau, est de 12,9 °C et le cumul annuel moyen de précipitations est de 775,7 mm,. Pour l'avenir, les paramètres climatiques de la commune estimés pour 2050 selon différents scénarios d'émission de gaz à effet de serre sont consultables sur un site dédié publié par Météo-France en novembre 2022.
| Mois                                  | jan.          | fév.           | mars          | avril         | mai           | juin          | jui.         | août          | sep.          | oct.          | nov.          | déc.           | année      |
| ------------------------------------- | ------------- | -------------- | ------------- | ------------- | ------------- | ------------- | ------------ | ------------- | ------------- | ------------- | ------------- | -------------- | ---------- |
| Température minimale moyenne (°C)     | 1,2           | 1,3            | 4             | 7,4           | 10,5          | 14,4          | 16,4         | 15,7          | 12,7          | 9,6           | 5,2           | 1,8            | 8,3        |
| Température moyenne (°C)              | 4             | 4,9            | 8,7           | 12,7          | 15,9          | 20,3          | 22,6         | 21,7          | 18,1          | 13,7          | 8,2           | 4,4            | 12,9       |
| Température maximale moyenne (°C)     | 6,7           | 8,6            | 13,4          | 18,1          | 21,4          | 26,2          | 28,8         | 27,7          | 23,5          | 17,8          | 11,2          | 7,1            | 17,5       |
| Record de froid (°C) date du record   | −8,1 30.01.05 | −11,8 05.02.12 | −9,3 01.03.05 | −3,3 08.04.21 | 2,6 05.05.19  | 6 02.06.06    | 9,8 10.07.07 | 9 27.08.18    | 2 27.09.10    | −2 28.10.10   | −5,7 18.11.07 | −11,1 30.12.05 | −11,8 2012 |
| Record de chaleur (°C) date du record | 17,9 10.01.15 | 21,2 24.02.21  | 25,2 31.03.21 | 28,5 21.04.18 | 33,6 24.05.09 | 38,3 18.06.22 | 40 24.07.19  | 41,2 24.08.23 | 34,2 14.09.20 | 29,4 09.10.23 | 21 03.11.05   | 18,2 17.12.19  | 41,2 2023  |
| Précipitations (mm)                   | 51,7          | 44,7           | 46,4          | 64,8          | 76,9          | 59,8          | 62,6         | 66,7          | 62,4          | 94,5          | 91,3          | 53,9           | 775,7      |

### Hydrographie
Saint-Maurice-l'Exil fait partie du bassin versant du Rhône, fleuve qui borde la partie occidentale du territoire et qui la sépare du département de la Loire situé en rive droite.

### Voies de communication et transport

#### Voies routières
On peut accéder au centre de la commune en empruntant l'autoroute A7 depuis Vienne-Sud (au nord) ou Chanas (au sud).
- 11 Vienne-Sud à 33N ou 4 km (vers Marseille).
- 12 Chanas à 24 km : (vers Roussillon).

La route nationale 7 (RN7) longe la partie orientale du territoire de la commune.

#### Transports publics
La gare ferroviaire la plus proche est la gare du Péage-de-Roussillon desservie par la ligne 5 du réseau TER rhônalpin.
Depuis 2012, fonctionne le réseau de Transport du Pays Roussillonnais ( TPR). Il s'agit d'un réseau de transport public reliant six communes. Chanas, Salaise-sur-Sanne, Roussillon, le Péage-de-Roussillon, Saint-Maurice-l’Exil, Clonas-sur-Varèze et Saint-Clair-du-Rhône. Le bus circulant de 6h05 le matin, à 19H30. De 6h05 a 8h00, et de 16H30 à 19h30 les bus passent toutes les demi-heures. En dehors de ces horaires, ils passent toutes les heures. La ligne A dessert deux gares, celle de Sain-Clair-du-Rhône, et celle du Péage-de-Roussillon, également trois établissements scolaires; Le Collège Frédéric Mistral, le Lycée-Collège de l’Édit de Roussillon et le Collège Jeanne d'Arc du Péage-de-Roussillon.

## Urbanisme

### Typologie
Au 1er janvier 2024, Saint-Maurice-l'Exil est catégorisée ceinture urbaine, selon la nouvelle grille communale de densité à sept niveaux définie par l'Insee en 2022.
Elle appartient à l'unité urbaine de Vienne, une agglomération inter-départementale regroupant 25  communes, dont elle est une commune de la banlieue,,. Par ailleurs la commune fait partie de l'aire d'attraction de Roussillon, dont elle est une commune du pôle principal,. Cette aire, qui regroupe 27 communes, est catégorisée dans les aires de 50 000 à moins de 200 000 habitants,.

### Occupation des sols
L'occupation des sols de la commune, telle qu'elle ressort de la base de données européenne d’occupation biophysique des sols Corine Land Cover (CLC), est marquée par l'importance des territoires agricoles (48,1 % en 2018), en diminution par rapport à 1990 (54,2 %). La répartition détaillée en 2018 est la suivante : 
zones urbanisées (24,7 %), terres arables (19,4 %), cultures permanentes (18,8 %), zones industrielles ou commerciales et réseaux de communication (11,9 %), zones agricoles hétérogènes (9,9 %), forêts (6,2 %), eaux continentales (5,1 %), milieux à végétation arbustive et/ou herbacée (4 %). L'évolution de l’occupation des sols de la commune et de ses infrastructures peut être observée sur les différentes représentations cartographiques du territoire : la carte de Cassini (XVIIIe siècle), la carte d'état-major (1820-1866) et les cartes ou photos aériennes de l'IGN pour la période actuelle (1950 à aujourd'hui).

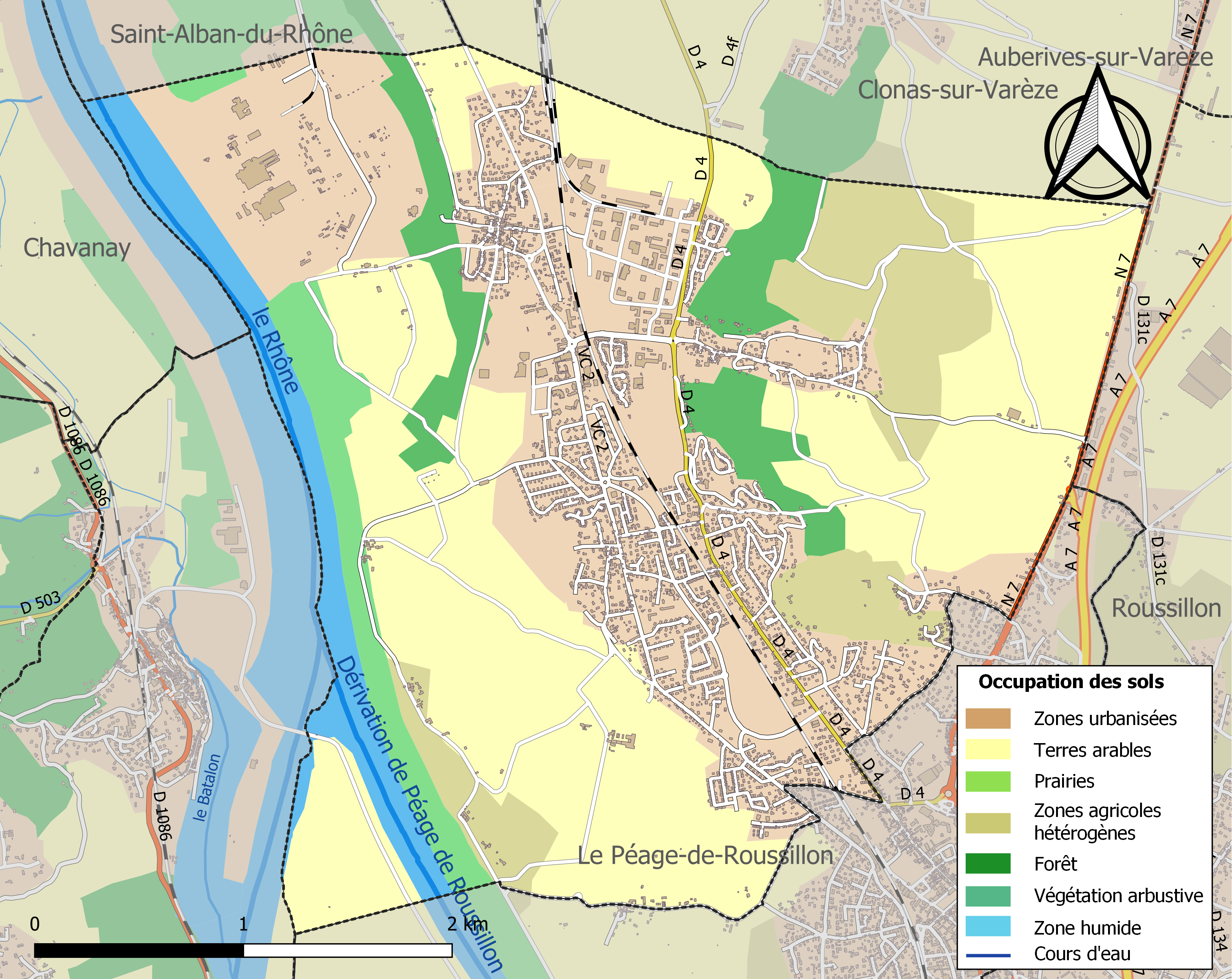
Carte des infrastructures et de l'occupation des sols de la commune en 2018 (CLC).

### Risques naturels et technologiques

#### Risques sismiques
La totalité du territoire de la commune de Saint-Maurice-l'Exil est situé en zone de sismicité n°3 (sur une échelle de 1 à 5), comme la plupart des communes de son secteur géographique.
| Type de zone | Niveau            | Définitions (bâtiment à risque normal) |
| ------------ | ----------------- | -------------------------------------- |
| Zone 3       | Sismicité modérée | accélération = 1,1 m/s2                |

#### Risques nucléaires
La centrale nucléaire St-Maurice-St-Alban représente un risque pour ces habitants (comme tout territoire à proximité d'une centrale nucléaire). C'est pour cela que chaque habitant doit posséder des comprimés d'Iode. 

## Toponymie
De nombreux textes attestent qu'il a longtemps existé deux  paroisses distinctes, Saint-Genès-de-l'Exil, qui possédait sa propre église, et St-Maurice-de-l'Exil, qui devint par la suite Saint-Maurice-l'Exil. Saint-Genès-de-l'Exil semble avoir disparu vers la fin du XIe siècle, car des références telles que le cartulaire de St André le Bas, de Vienne, citent, en 1055, Ecclésia Sti Genesii de Exilio, alors qu'un cartulaire postérieur de Bonnevaux cite seulement St Maurice de l'Exil.
L'origine du nom Saint-Maurice-de-l'Exil reste assez controversée et de nombreux historiens et écrivains déclinent chacun leurs hypothèses. L'abbé Granger tend à croire, dans un premier temps, que « de l'exil » n'est qu'une  corruption de celui de « l'eisili », qu'on retrouve dans une charte de l'abbaye de Bonnevaux datant de 1161, et en déduit naturellement  le nom « des îles », mais finira par apporter des preuves contradictoires en retrouvant par la suite le nom de Saint Maurice de l'Exil dans un cartulaire de Saint-André-le-Bas daté de 1055.
Une seconde hypothèse fut émise par M. Louis Dugas (1855 - 1937) alors propriétaire du château du Colombier, père du peintre Robert Dugas-Vialis, dans son livre "Notice historique sur Saint Maurice de l'Exil" publié en 1924 aux éditions Ph. Remilly de Vienne, qui expliquait que l'origine pouvait venir du mot latin Exsilio aquarum (jaillissement des eaux), et fondait son hypothèse sur le fait, que dans la plaine située au nord-est de Saint-Maurice, on trouve le lieu-dit Sangenay. Cette origine, semblerait être liée au passage dans notre région des Celtes, donc une origine assez ancienne.
La particule « de l'exil », a trouvé une troisième hypothèse, en la personne d'Ulysse Chevalier, qui explique que le lieu aurait pu être une terre d'exil, d'un personnage romain, mis en « exil » de la vie romaine et qui aurait fondé le territoire de cette commune. Il faut expliquer parallèlement, que la ville de Vienne  fut la terre d'exil de nombreux personnages, mis en disgrâce de la vie romaine (Arthélaüs, fils d'Hérode le Grand, entre 10 et 15 apr. J.-C., et de retour en grâce en 39, aurait pu être l'un des fondateurs des premières constructions dans notre territoire).
L'origine de « l'Exil » reste donc assez incertaine, mais la séparation entre les deux paroisses, demeure quant à elle bien distincte.
D'abord communes proches, Saint-Genès disparaîtra vers le XIe siècle, alors que Saint-Maurice existera toujours, d'abord sous le patronyme de « de l'Exil », puis « l'Exil ».

## Histoire
L'histoire de Saint-Maurice remonte aux premiers siècles de notre ère. Sur l'emplacement de la centrale nucléaire de Saint-Alban, des archéologues ont découvert des objets datant du Ier siècle av. J.-C. et d'autres objets datant du Ier siècle apr. J.-C. On a aussi retrouvé une villa romaine la villa Severiaco (villa de Sévère) qui donna son nom à Sivert qui devint ensuite Givray.
Dès le Ve siècle, le territoire de Saint-Maurice est dépendant des seigneurs de Roussillon. En 1275, un testament de Guillaume de Roussillon (ville principale actuelle du canton de Roussillon) parle de Saint-Genès et de Saint-Maurice-l'Exil, ce qui prouve que ces deux communes avaient bel et bien existé. Ce sire Guillaume de Roussillon mourut au cours de la huitième croisade ainsi que quelques Samaritains qui étaient partis avec lui. Dans les chartes des seigneurs de Roussillon est mentionné au XIe siècle le nom de « Givret » (château que des seigneurs firent élever en 1250) qui s'écrit actuellement Givray et qui est un quartier de Saint-Maurice-l'Exil.
Guillaume de Roussillon n'a absolument pas participé à la 8e croisade. Cette croisade a été close le 25 août 1270 avec la mort de saint Louis à Tunis. Par contre il était accompagné de son fils Philippe III le Hardi qui dès son retour en mars 1271 à Paris envisagera de confier une mission spécifique pour la Terre Sainte à un homme digne de confiance. Cet homme sera pour tout un tas de bonnes raisons Guillaume de Roussillon. Le concile de Lyon de 1274 sous la présence du nouveau pape, entérina cette petite expédition en Terre Sainte qui n'est en aucun cas une croisade, plus personne n'y croit. Guillaume de Roussillon dont la famille était une des plus puissantes dans le Lyonnais avec celle du Forez accepta bien qu'il fût l'aîné et qu'il ait charge de famille. Il va mettre un an pour ranger ses affaires, faire un testament et embarquer à Aigues-Mortes courant octobre 1275. Il arrive à Saint-Jean-d'Acre en décembre où il est accueilli par Guillaume de Beaujeu, Grand Maître des Templiers. Il disparaît fin 1277.

## Politique et administration

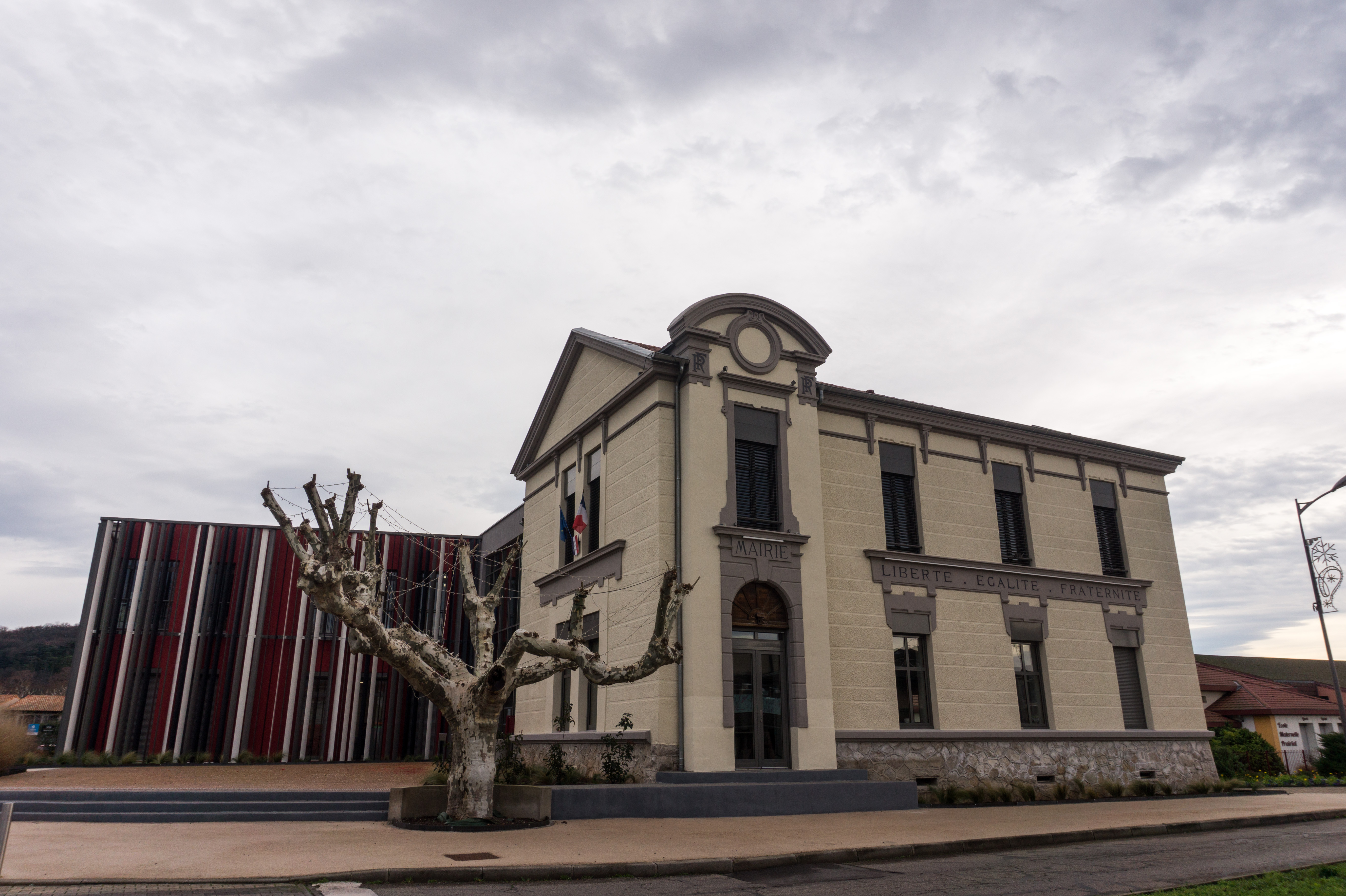
Mairie de Saint-Maurice-l'Exil

### Liste des maires
| Période   | Période                            | Identité                            | Étiquette | Qualité                              |
| --------- | ---------------------------------- | ----------------------------------- | --------- | ------------------------------------ |
| 1906      | ?                                  | Baron Emilien Pasquier de Franclieu | ?         |                                      |
| ?         | décembre 1941 (démission d'office) | M. Marchand                         | ?         | Révoqué par le Gouvernement de Vichy |
| 1947      | 1965                               | Albert Cappiot                      | CNIP      |                                      |
| 1968      | ?                                  | André Lecher                        | FGDS      |                                      |
| mars 2001 | mars 2014                          | Francis Charvet                     | DVG       |                                      |
| mars 2014 | En cours                           | Philippe Genty                      | DVG       | Cadre supérieur                      |

## Population et société

### Démographie
L'évolution du nombre d'habitants est connue à travers les recensements de la population effectués dans la commune depuis 1800. Pour les communes de moins de 10 000 habitants, une enquête de recensement portant sur toute la population est réalisée tous les cinq ans, les populations de référence des années intermédiaires étant quant à elles estimées par interpolation ou extrapolation. Pour la commune, le premier recensement exhaustif entrant dans le cadre du nouveau dispositif a été réalisé en 2007.

En 2022, la commune comptait 6 722 habitants, en évolution de +10,34 % par rapport à 2016 (Isère : +3,07 %, France hors Mayotte : +2,11 %).
| 1800 | 1806 | 1821 | 1831 | 1836 | 1841 | 1846 | 1851  | 1856  |
| ---- | ---- | ---- | ---- | ---- | ---- | ---- | ----- | ----- |
| 545  | 679  | 692  | 922  | 817  | 970  | 984  | 1 005 | 1 008 |

| 1861  | 1866  | 1872  | 1876  | 1881 | 1886  | 1891  | 1896  | 1901  |
| ----- | ----- | ----- | ----- | ---- | ----- | ----- | ----- | ----- |
| 1 077 | 1 138 | 1 144 | 1 008 | 991  | 1 014 | 1 026 | 1 121 | 1 084 |

| 1906 | 1911 | 1921 | 1926 | 1931 | 1936  | 1946  | 1954  | 1962  |
| ---- | ---- | ---- | ---- | ---- | ----- | ----- | ----- | ----- |
| 844  | 825  | 969  | 974  | 976  | 1 113 | 1 087 | 1 352 | 2 568 |

| 1968  | 1975  | 1982  | 1990  | 1999  | 2006  | 2007  | 2012  | 2017  |
| ----- | ----- | ----- | ----- | ----- | ----- | ----- | ----- | ----- |
| 3 433 | 3 735 | 4 070 | 5 218 | 5 515 | 5 526 | 5 523 | 5 995 | 6 141 |

| 2022  | - | - | - | - | - | - | - | - |
| ----- | - | - | - | - | - | - | - | - |
| 6 722 | - | - | - | - | - | - | - | - |

### Enseignement
La commune est rattachée à l'académie de Grenoble.
Elle compte plusieurs dispositifs éducatifs. Il y a trois écoles maternelles ainsi que trois écoles élémentaires. L’enseignement peut se poursuivre au collège public Frédéric-Mistral.
Il y a aussi un institut Médico-éducatif (IME), «Les Magnolias». La structure peut accueillir des individus de six à vingt ans. Composée de La SEES (section d’enseignement et d’éducation spécialisée) de la SIFPRO (section d’initiation à la première formation professionnelle) et enfin des cycles 1 et 2 qui octroient la possibilité de réaliser un apprentissage.

### Équipements sportifs et culturels
La commune dispose d'une salle omnisports. Avec diverses salles propices à l'exercices d'activités physiques et sportives en intérieur. dans le cadre privé et scolaire. Un autre lieu est accessible au public pour la réalisation d'activités physiques et aquatiques, le complexe d'Aqualone. Le complexe possède des bassins externes et internes, une zone de musculation ainsi que d'un espace détente.

### Médias
Historiquement, le quotidien à grand tirage Le Dauphiné libéré consacre, chaque jour, y compris le dimanche, dans son édition du Nord-Isère (Vienne), un ou plusieurs articles à l'actualité du canton et quelquefois de la commune, ainsi que des informations sur les éventuelles manifestations locales, les travaux routiers, et autres événements divers à caractère local.

### Cultes

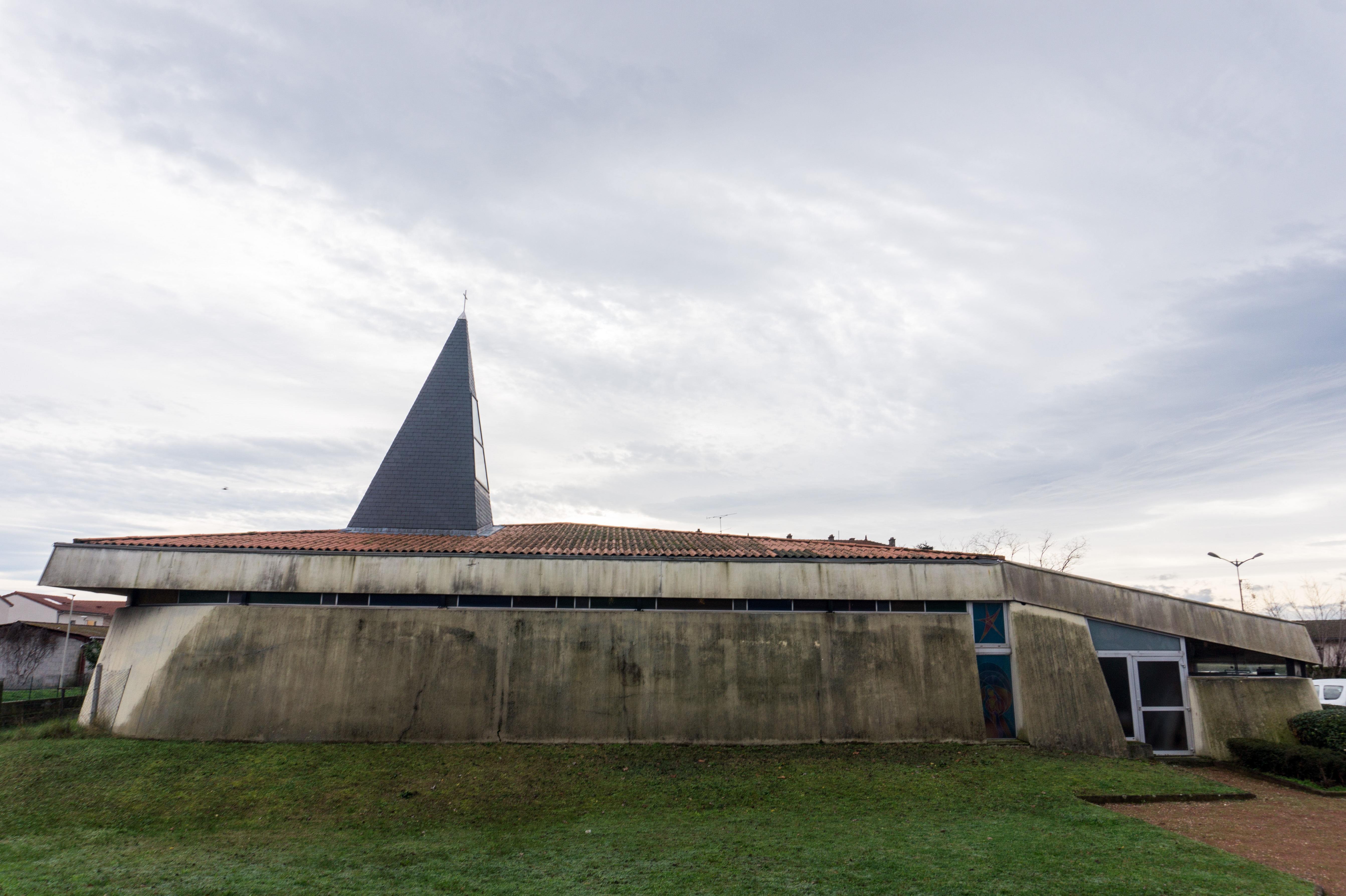
Église du Christ Sauveur

La communauté catholique et l'église (propriété du diocèse) dépendent de la paroisse Saint-Pierre en pays roussillonais qui recouvre plusieurs autres communes. Cette paroisse est rattachée au diocèse de Grenoble-Vienne.

## Économie
La Centrale nucléaire de Saint-Alban se situe en partie sur le territoire communal. En 2014, elle a produit 17,7 milliards de kWh soit environ 30 % des besoins de la région Rhône-Alpes.

## Culture locale et patrimoine
Le patois de Saint-Maurice-l'Exil est décrit par Maurice Rivière-Bertrand dans les Notes en appendice de la traduction en dialecte dauphinois de Mireille de Frédéric Mistral.

### Lieux et monuments

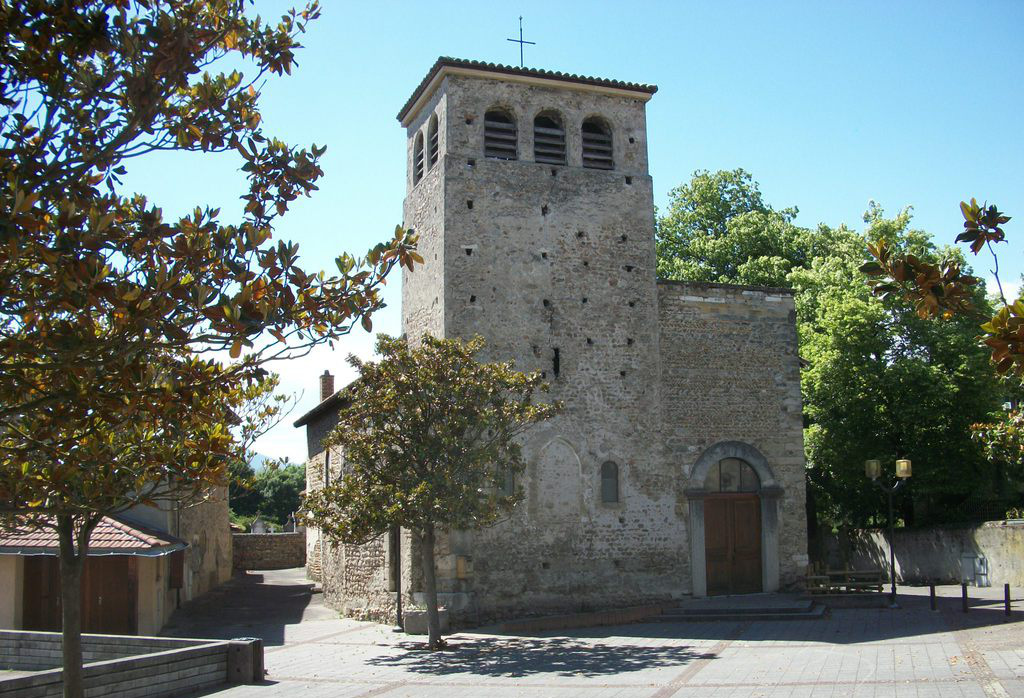
Église de Saint-Maurice-l'Exil.

#### Monuments religieux
- L'église Saint-Blaise, attenante au vieux cimetière date du XIIIe siècle.
- L'église du Christ Sauveur construite en 1967 (et rénovée en 1998 et 2013), donc après la loi de 1905 dite de « séparation de l’Église et de l’État », de rite catholique, appartient au diocèse[29].

#### Monuments civils
- Le château de Givray, construit au XIIe siècle où avant se trouvait une maison forte, remanié au XVIIe siècle[30].
- Le monument aux morts communal

#### Lieux remarquables
- La centrale nucléaire de Saint-Alban est ouverte au public.

### Patrimoine naturel
La réserve naturelle de l'île de la Platière s'étend partiellement sur le territoire de la commune de St Maurice l'Exil, en rive gauche du fleuve Rhône;

Quelques photos de lieux et monuments de Saint-Maurice-l'Exil
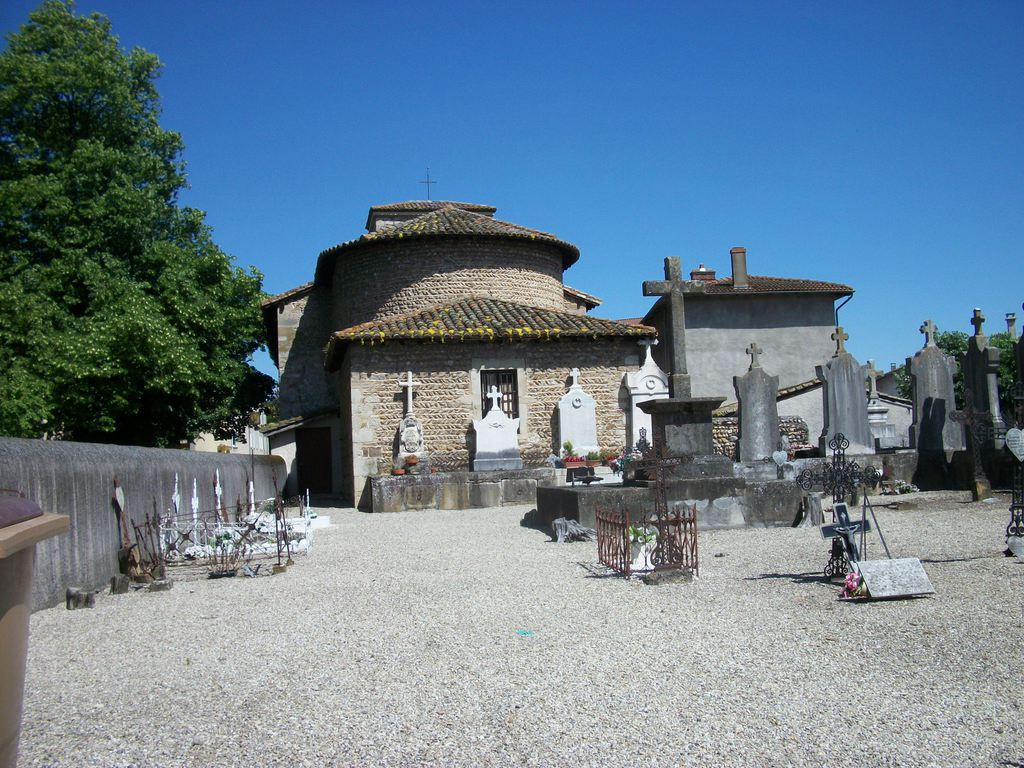
Façade ouest, vue depuis le cimetière
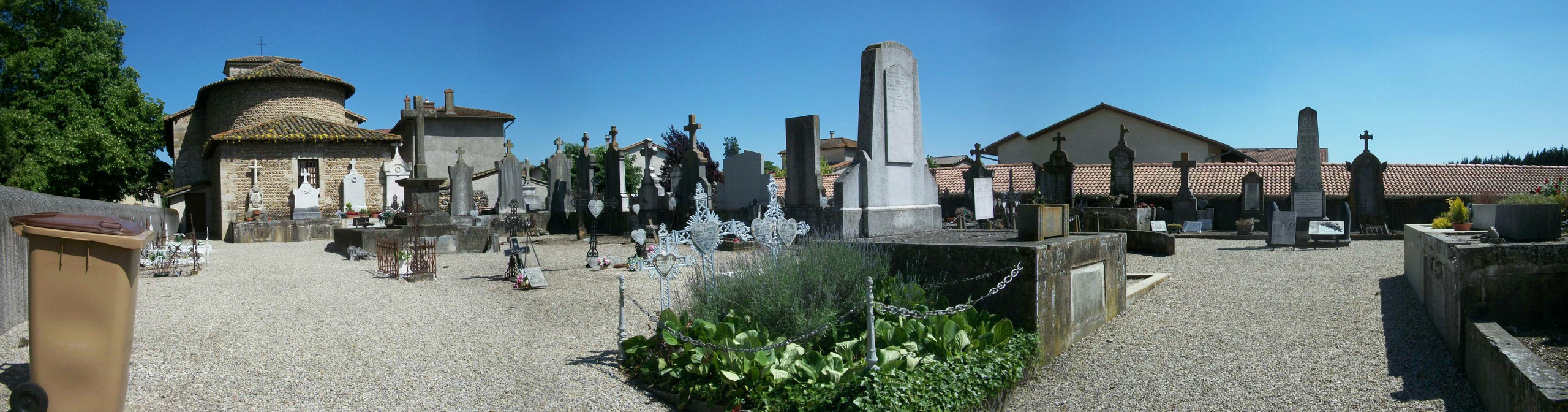
Panoramique église et cimetière
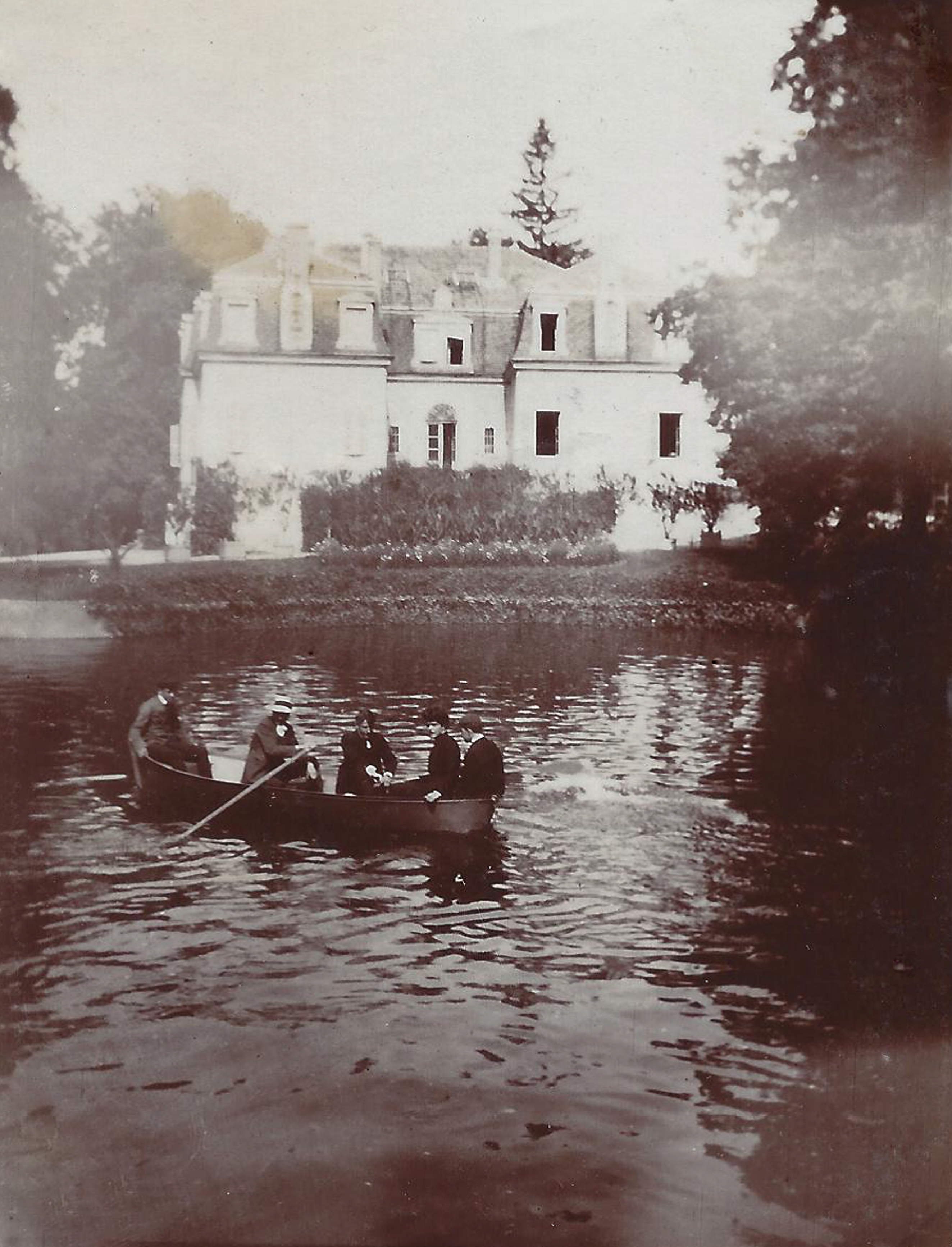
Château du Colombier à Saint-Maurice-L'Exil en 1908
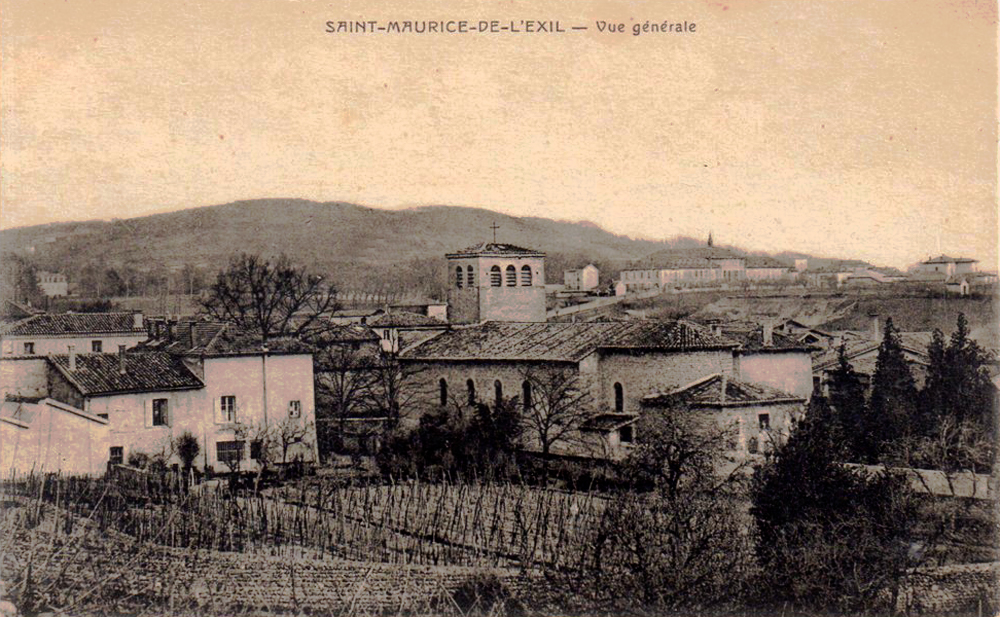
Saint-Maurice-L'Exil et son vignoble

### Personnalités liées à la commune
- Saint Pierre de Tarentaise (1102-1174), natif, archevêque de Tarentaise, fondateur de l'abbaye de Tamié.
- François-Emmanuel Verguin, chimiste, découvre en 1859, dans son laboratoire de Saint-Maurice-l'Exil, le colorant magenta ou fuchsine.
- Maurice Laurent Rivière dit Maurice Rivière-Bertrand, né à Saint-Maurice-l'Exil et décédé en 1911 à Vienne, beau-père de Frédéric Mistral, industriel, poète et membre du Félibrige.
- Félix Charmetant (1844-1921), natif de la commune, missionnaire de l'institut des Pères blancs, puis directeur de l'Œuvre d'Orient (cousin de Frédéric Mistral).
- Robert Dugas-Vialis (1883-1965), natif de la commune, artiste peintre et propriétaire du château du Colombier à Saint-Maurice-L'Exil jusqu'à sa vente en 1950. Il a notamment peint la fresque de la vieille église, Saint-Blaise du vieux village de Saint-Maurice-L'Eglise.

### Héraldique
|  | Saint-Maurice-l'Exil possède des armoiries dont l'origine et le blasonnement exact ne sont pas disponibles. |